# Сафронов, Виталий Анатольевич
Вита́лий Анато́льевич Сафро́нов (род. 6 июня 1973, Калуга) — советский и российский футболист. Нападающий и полузащитник. Мастер спорта. Лучший бомбардир «Факела» в матчах чемпионата России (18 голов).

## Биография
Первые тренеры — Александр Евгеньевич Павлов и Юрий Петрович Игнатов.
Начал взрослую карьеру в калужской «Заре». В 90-е годы играл в высшей лиге за московские «Асмарал» и «Динамо», самарские «Крылья Советов», а также за фарм-клубы «Асмарала» и «Динамо» в низших лигах. В составе московского «Динамо» стал обладателем Кубка России 1994/95, провёл 6 игр и забил один гол в Кубке кубков 1995/96.
Летом 1999 года перешёл из «Крыльев Советов» в клуб первого дивизиона «Балтика», где ему предложили более выгодный контракт. Однако через три месяца, когда «Балтика» практически развалилась, как и большая часть команды покинул клуб, не получив всех причитающихся денег. Подписал контракт с воронежским «Факелом», в котором отыграл два сезона в высшей лиге. После ухода из «Факела» играл в первом дивизионе за клуб «Волгарь-Газпром», во втором дивизионе за клубы «Салют-Энергия», «Факел», СКА Ростов-на-Дону. Двукратный победитель зоны «Центр» второго дивизиона («Факела», 2004 и «Салют-Энергия», 2005). В 2007 году в составе «Ники» из Красного Сулина стал победителем зоны «Юг» ЛФЛ. Позднее выступал за любительские клубы Приморско-Ахтарска, Думиничей и Калуги.
Образование высшее, окончил Малаховский государственный институт физической культуры и спорта.
В 2015—2017 являлся главным тренером ФК «Калуга». В апреле 2023 года возглавил «Балашиху».